# Európai Vasúti Ügynökség
Az Európai Unió Vasúti Ügynöksége (angolul: European Union Agency for Railways, rövidítve: ERA) az Európai Unió ügynökségeinek egyike. Az ügynökséget 2004-ben alapították. A szervezet célja az európai vasutak biztonságának és interoperabilitásának fejlesztése. Székhelye a franciaországi Valenciennes, a nemzetközi konferenciák és találkozók helyszíne Lille.

## Története
Az ügynökséget az Európai Parlament és a Tanács 2004. április 29-i 881/2004/EK rendelete hozta létre az Unió 2004-es vasúti csomagjának részeként.
Székhelyét Valenciennes-ben 2009. június 22-én adták át.

## Feladatok
Az Európai Unió közlekedési politikájának egyik célja egy egységes európai vasúti térség létrehozása. Ehhez közös műszaki szabályozásra van szükség, melyet az Európai Vasúti Ügynökség végez.
Az Európai Vasúti Ügynökség főbb feladatai a következők:
- az európai vasúti rendszer biztonságának megerősítése;
- az európai vasúti rendszer kölcsönös átjárhatóságának javítása;
- a járműkarbantartó műhelyek tanúsítására szolgáló európai rendszer kialakítása;
- a mozdonyvezetők egységes képzési és elismerési rendszere létrehozásának elősegítése.[3]

## Szervezet
Az ügynökséget egy igazgatási tanács alkotja, amely évente legalább kétszer ülésezik. Feladata többek között az ügynökség éves munkaprogramjának és általános jelentésének elfogadása. Az igazgatási tanács tagjai az egyes tagállamok, az Európai Bizottság, és egyes ágazati szakmai csoportok képviselői: vasúttársaságok, infrastruktúra-működtetők, a vasúti ágazat, szakszervezetek, utasok és fuvaroztatók.
Az ügynökség vezetője az igazgatási tanács által kinevezett ügyvezető igazgató. Az ügyvezető igazgató felelős a munkaprogram elkészítéséért és végrehajtásáért, valamint ellátja az ügynökség költségvetési irányítását.
Az Európai Vasúti Ügynökség jelenlegi ügyvezető igazgatója a román Oana Gherghinescu.